# Christian Martucci
Christian Anthony Martucci (Philadelphia, 5 juni 1977) is een Amerikaans gitarist en zanger, vooral bekend als lid van Stone Sour.